# 托尼·兰普顿
托尼·兰普顿（英語：Tony Rampton，1976年5月30日—），新西兰男子篮球运动员。他曾代表新西兰国家队参加2006年英联邦运动会篮球比赛，获得一枚银牌。他也曾参加2000年和2004年夏季奥运会。